# المنافسة بين الشقراوات والسمراوات
تعد المنافسة الوهمية بين الشقراوات والسمراوت أحد جوانب تصوير المرأة في الثقافة الشعبية. وتعتبر هذه المنافسة ظاهرة ثقافية تتواجد في العديد من البلدان التي بها كثافة سكانية هائلة من الشقراوات والسمراوات. والدليل على ذلك، ففي الولايات المتحدة تعد المنافسة بين الشقراوات والسمراوات أمرًا شائعًا في وسائل الإعلام العامة، وخاصة في التليفزيون والأفلام.